# Cortes de Montblanch (1414)
Las Cortes generales catalanas de Montblanch de 1414 fueron convocadas por el rey Fernando I de Aragón.
En estas Cortes, el rey recibió las críticas de los diputados contra el nombramiento de castellanos para los cargos de la Generalidad. Se quejaron también de las irregularidades en la administración de justicia real y de la creación de imposiciones arbitrarias.
Estas Cortes se cerraron precipitadamente y no se eligieron nuevos diputados, ya que estaba en vigor el nuevo sistema de elección por trienios acordado en las Cortes de Barcelona de 1413.
| Predecesor: Cortes de Barcelona (1413) | Cortes Catalanas 1414 | Sucesor: Cortes de San Cugat-Tortosa (1419) |